# Degerfors tingslag
Degerfors tingslag var ett tingslag i Västerbottens län i södra delen av Västerbotten. Området motsvarar dagens Vindelns kommun. 1934 hade tingslaget 9 370 invånare på en yta av 2 881 kvadratkilometer, varav land 2 684. Tingsställe var Degerfors, senare kallat Vindeln.
Tingslaget uppgick 1948 i Västerbottens södra domsagas tingslag.
Tingslaget bildades 1814 genom en utbrytning ur Umeå tingslag och hörde först till Västerbottens södra kontrakts domsaga och sedan från 1820 till Västerbottens södra domsaga.

## Socknar
Degerfors tingslag omfattade endast en socken: 
- Degerfors socken, från 1969 Vindelns socken